# Квадрат (алгебра)

Квадра́том числа називається результат множення числа на себе (піднесення числа до степеня 2). Зворотна операція по відношенню до піднесення до квадрата — отримання квадратного кореня.

## Квадрат цілого числа
Початок числової послідовності для квадратів цілих невід'ємних чисел (послідовність A000290 з Онлайн енциклопедії послідовностей цілих чисел, OEIS) виглядає наступним чином:
0, 1, 4, 9, 16, 25, 36, 49, 64, 81, 100, 121, 144, 169, 196, 225, 256, 289, 324, 361, 400, 441, 484, 529, 576, 625, 676, 729, 784, 841, 900, 961, 1024, 1089, 1156, 1225, 1296, 1369, 1444, 1521, 1600, 1681, 1764, 1849…
Квадрат натурального числа {\displaystyle n} можна також записати у вигляді суми перших {\displaystyle n} непарних чисел:

1: {\displaystyle 1=1}

2: {\displaystyle 4=1+3}

…

7: {\displaystyle 49=1+3+5+7+9+11+13}

…

Ще один спосіб запису квадрата натурального числа:

{\displaystyle n^{2}=1+1+2+2+...+(n-1)+(n-1)+n}

Приклад:

1: {\displaystyle 1=1}

2: {\displaystyle 4=1+1+2}

…

4: {\displaystyle 16=1+1+2+2+3+3+4}

…
Сума квадратів перших {\displaystyle n} натуральних чисел обчислюється за формулою:
{\displaystyle \sum _{i=1}^{n}i^{2}=1^{2}+2^{2}+3^{2}+...+n^{2}={\frac {n(n+1)(2n+1)}{6}}}

## Квадрат комплексного числа
Квадрат комплексного числа в алгебраїчній формі можна обчислити за формулою:
{\displaystyle \left(a+bi\right)^{2}=\left(a^{2}-b^{2}\right)+2abi.}
Аналогічна формула для комплексного числа у тригонометричній формі:
{\displaystyle r\left(\cos \phi +i\sin \phi \right)^{2}=r^{2}\left(\cos {2\phi }+i\sin {2\phi }\right).}

## Геометричний зміст
Квадрат числа дорівнює площі квадрата зі стороною, яка дорівнює цьому числу.